# آتش زدن کوه هیئی (۱۵۷۱)
محاصره کوه هیئی (به ژاپنی: 比叡山の戦い، Hiei-zan no Tatakai) یا آتش زدن کوه هیئی (به ژاپنی: 比叡山焼き討ち، Hiei-zan yakiuchi) نبردی بود که دوره سن‌گوکو و در ۲۹ سپتامبر سال ۱۵۷۱ میلادی مابین اودا نوبوناگا و از سوی دیگر سوهی (راهبان جنگجو) در کوه هیئی در نزدیک کیوتو، ژاپن درگرفت. در این حادثه ۳۰٬۰۰۰ نفر از نیروهای اودا نوبوناگا آبادی‌ها و معابد پایین کوه هیئی و اطراف کوهپایه را از بین بردند. این رویداد خط پایانی بر نفوذ و قدرت عظیم سوهی (راهبان جنگجو) کوه هیئی بود.

## قدرت اقتصادی معبد انریاکو واقع کوه هیئی
از معبد انریاکو واقع در کوه هیئی به عنوان یکی از هشت زایباتسو بزرگ (دارای قدرت اقتصادی) در دوره سنگوکو نام برده می‌شود.

## علت حمله
در هنگام جنگ بین نوبوناگا و سپاه متحد آزای ناگاماسا (دایمیوی ولایت اومی) و آساکورا یوشی‌کاگه رهبران معابد کوه هیئی از این دو تن طرفداری می‌کردند. نوبوناگا به آنان پیغام داد که «یا از من طرفداری کنید یا میانه را برگزینید.» که پاسخ مثبتی از طرف آنان دریافت نکرد.
در ۱۶ سپتامبر ۱۵۷۰ سپاه خاندان آساکورا به همراه بخشی از سپاه خاندان آزای به قلعه‌ای که توسط نوبوناگا در غرب دریاچه بیوا ساخته شده بود در طی نبرد شیگا حمله کردند. این قلعه توسط ژنرال ارشد نوبوناگا بنام موری یوشی‌ناری و برادر نوبوناگا اودا نوبوهارو محافظت می‌شد. این قلعه سقوط کرد و در پی آن مدافعان قلعه به همراه برادر و ژنرال ارشد نوبوناگا همگی کشته شدند. با شنیدن این خبر در روز ۲۳ همان ماه نوبوناگا به سمت منطقه حرکت کرده و سپاه آساکورا-آزای از محل گریختند و خود را به پایین کوه هیئی رساندند. در بالای این کوه معبد انریاکو قرار داشت و توسط سپاه مسلح و قدرتمندی محافظت می‌شد. نوبوناگا به رهبران معابد کوه هیئی پیغام داد که «یا از من طرفداری کنید یا میانه را برگزینید در غیر اینصورت کوه را به آتش می‌کشد.» اقامت سپاه ۳۰۰۰۰ نفری آساکورا-آزای در کوه هیئی ۲ ماه ادامه داشت. در طی این مدت رهبران بودایی کوه هیئی به سپاه آساکورا- آزای اجازه ساخت چند قلعه را در کوه هیئی دادند. در روز ۲۱ دسامبر برادر دیگر نوبوناگا بنام اودا نوبواوکی توسط شورشیان بودایی ناگاشیما کشته شد و نوبوناگا خود را مجبور یافت که با این شورشیان نیز بجنگد. از طرفی دیگر زمستان نزدیک بود و تهیه غذا برای ۳۰۰۰۰ نفر سپاهی در طولانی مدت مشکل بود و با بارش برف برگشت سپاه به ولایت اچیزن بسیار دشوار بود از این رو آساکورا یوشی‌کاگه که بیم نابودی کامل سپاهش را می‌داد با بارش اولین برف در ۱۴ دسامبر از امپراتور اوگیماچی (۱۵۱۷–۱۵۸۶) درخواست کرد که واسطهٔ صلح بین وی و نوبوناگا شود. در این زمان نوبوناگا نیز صلح را به صلاح خود می‌دید. بعد از قرارداد صلح سپاه آساکورا کوه هیئی را ترک کرد و به ولایت خود بازگشت.
از آغاز سال ۱۵۷۱ نوبوناگا حمله به جبههٔ مشترکی که بر ضد او تشکیل شده بود را آغاز کرد. در ۲۹ سپتامبر دستور آتش زدن کوه هیئی را صادر کرد. در حمله سپاه نوبوناگا هر چه معبد در پایین این کوه قرار داشت سوزانده شد و در حدود ۳۰۰۰–۴۰۰۰ نفر از راهبان و ساکنان این کوه از زن و مرد و پیر و جوان سربریده شدند.

## تحقیقات جدید باستانشناسی
شینچو کوکی که توسط ملازم نوبوناگا نوشته شده‌است، معتبرترین منبع در مورد حوادث مربوط به نوبوناگا به‌شمار می‌آید. در شینچو کوکی و بسیاری منابع درجه یک آمده‌است که تمامی کوه هیئی و معابد آن توسط نوبوناگا به آتش کشیده شد اما برخلاف این ادعا در تحقیقات باستانشناسی سال‌های اخیر اثری از خاک سوخته در بسیاری از مناطق این کوه به دست نیامده است. باستانشناسان عقیده دارند که منابع تاریخی این واقعه را با بزرگ‌نمایی نقل کرده‌اند و احتمال می‌دهند که نوبوناگا با اغراق‌گویی در ابعاد این واقعه قصد دادن اخطار و ترساندن دیگر دشمنانش را داشته‌است.